# Greifenberg
Greifenberg je obec v německé spolkové zemi Bavorsko, v zemském okrese Landsberg am Lech ve vládním obvodu Horní Bavorsko.
Žije zde přibližně 2 300 obyvatel.

## Poloha
Sousední obce jsou: Eching am Ammersee, Eresing, Schondorf am Ammersee, Türkenfeld a Windach.